# Сімала
Сімала (італ. Simala, сард. Sìmala) — муніципалітет в Італії, у регіоні Сардинія,  провінція Ористано.
Сімала розташована на відстані близько 400 км на південний захід від Рима, 65 км на північний захід від Кальярі, 30 км на південний схід від Ористано.
Населення — 334 особи (2014).

## Демографія
Населення за роками:

Станом на 1 січня 2023 року в муніципалітеті офіційно проживали 2 іноземці з 2 країн, серед них 2 громадяни країн Євросоюзу.

## Сусідні муніципалітети
- Баресса
- Куркурис
- Гонноскодіна
- Гоннозно
- Мазуллас
- Помпу